# IFUSCO
Az IFUSCO (International Finno-Ugric Students’ Conference) az évente megrendezett nemzetközi finnugor diákkonferenciát jelölő betűszó. A konferenciát olyan egyetemen rendezik meg, ahol finnugor tanulmányokat lehet folytatni.

## A konferencia célja
A konferencia célja, hogy a különböző egyetemek finnugor szakos diákjai kapcsolatot létesíthessenek és megosszák tudásukat egymással. A konferencia kezdeti formája kis összejövetel volt, ami fórumként szolgált a diákoknak, akiknek így lehetőségük nyílt arra, hogy információt cserélhessenek egymással. Az első IFUSCO konferencián 26 diák vett részt Hollandiából (Groningen) és Németországból (Göttingen, Hamburg). Az évek során a rendezvény olyan konferenciává nőtte ki magát, ahol diákok adnak elő egymásnak. A 29. IFUSCO konferencián körülbelül 230 diák vett részt nyolc európai országból, többek között Hollandiából, Magyarországról, Finnországból, Németországból, és Oroszország finnugor régióiból, például Mariföldről, Karjalából és Udmurtiából. Az előadások több témakörbe sorolhatóak, például ökológia, gazdaság, szociológia, néprajz, nyelvészet és irodalom. 

## A konferencia története
Az első IFUSCO konferenciát 1984-ben rendezték Göttingenben. Egészen eddig két alkalommal maradt el: először 2001-ben, illetve másodjára 2020-ban, a COVID-19-pandémia  miatt.

## Konferenciák
1. Göttingen, 1984. máj. 25-27.[1]
2. Hamburg, 1985[2]
3. Groningen, 1986[3]
4. Budapest, 1987. máj. 24-28.[4]
5. Helsinki, 1988. máj, 22-26.[5]
6. Bécs, 1989. máj. 14-18[6]
7. Tartu, 1990[7]
8. Greifswald, 1991 máj. 19-23[8]
9. München, 1992[9]
10. Prága, 1993[10]
11. Poznań, 1994[9]
12. Szeged, 1995[10]
13. Hamburg, 1996. ápr. 24-28.[11]
14. Turku, 1997. máj. 20-24.[12]
15. Pécs, 1998. máj. 20-25.[13]
16. Sziktivkar 1999. máj. 10-14.[14]
17. Tallinn, 2000. aug. 3-7.[15]
18. Helsinki, 2002. szept. 11-15.[16]
19. Sziktivkar, 2003. szept. 24-26.[17]
20. Budapest, 2004. máj. 3-8.[18]
21. Izsevszk, 2005. máj. 12-15.
22. Joskar-Ola, 2006. máj. 12-15.[19]
23. Szaranszk, 2007. máj. 15-19.[20]
24. Helsinki, 2008. máj. 14-18.[21]
25. Petrozavodszk, 2009. máj. 14-16.[22]
26. Kudimkar, 2010. máj. 14-16.[23]
27. Budapest, 2011. máj. 9-11.[24]
28. Tartu, 2012. máj. 8-11.[25]
29. Sziktivkar, 2013. máj. 6-8.[26]
30. Göttingen, 2014. április 9-12.[27][28]
31. Pécs, 2015. ápr. 16-18.[29]
32. Helsinki, 2016. szept. 15-18.[30]
33. Varsó, 2017. szept. 18-22.
34. Tartu, 2018. máj. 2-5.  Archiválva 2018. március 2-i dátummal a Wayback Machine-ben
35. Bécs, 2019. ápr. 23-27.[31]
36. Riga, 2020. május 5-9.[32] (elhalasztva a következő dátumra: 2021. május 11-15.) [33]
37. Prága, 2022. május 23-27.[34]
38. Turku, 2023. május 15-19. [35]